# Valerio Mignone
Valerio Mignone (Lauria, 19 novembre 1938) è un politico italiano.

## Biografia
Medico cardiologo; alle elezioni politiche del 1994 viene candidato dai Progressisti nel collegio uninominale di Lauria della Camera dei Deputati, venendo eletto con il 40,7%. Rimane a Montecitorio fino al 1996. Alle elezioni politiche di tale anno è il candidato de L'Ulivo nel collegio uninominale di Pisticci del Senato della Repubblica, venendo eletto con il 52,1%. Rimane a Palazzo Madama sino al termine della legislatura, nel 2001.
Dal 2009 al 2011 è consigliere comunale per una lista civica a Maratea.